# Jérez del Marquesado
Jérez del Marquesado ist eine Gemeinde in der Provinz Granada im Südosten Spaniens mit 990 Einwohnern (Stand: 2024). Die Gemeinde liegt in der Comarca Guadix.

## Geografie
Die Gemeinde grenzt an die Gemeinden Cogollos de Guadix, Albuñán, Valle del Zalabí, Alquife, Lanteira, Bérchules, Trevélez, Güéjar Sierra und Lugros. Das Gemeindegebiet gehört zum Naturpark der Sierra Nevada.

## Geschichte
Die Ursprünge gehen auf die prähistorische Epoche zurück, genauer gesagt auf die Kultur von El Argar mit Überresten aus der Jungsteinzeit zwischen und mehreren Bergbauausbeutungen aus der Bronzezeit, die in der Römerzeit fortgesetzt wurden. Die Gemeinde war von den Mauren und Mudejaren besiedelt, bis diese Ende des 16. Jahrhunderts vertrieben wurde. Danach wurde der Ort von Siedlern aus anderen Teilen Spaniens neu besiedelt.

## Wirtschaft
Die Wirtschaft ist hauptsächlich agrarisch geprägt, insbesondere durch den Anbau von Getreide, Mandeln und Oliven. Außerdem gibt es Rinder, Schafe und Schweine.
In der Vergangenheit hing ein großer Teil der Wirtschaft direkt von den Minen ab, die den meisten Menschen in der Stadt Arbeit gaben. Eines der Mineralvorkommen ist die Mine Santa Constanza, in der Kupfer abgebaut wurde und die sich auf dem Gemeindegebiet befindet. Die andere war die Mine Alquife, in der bis zu ihrer endgültigen Schließung im Juni 1997 Eisen abgebaut wurde.